# Astacilla lasallae
Astacilla lasallae är en kräftdjursart som beskrevs av Paul och Menzies 1971. Astacilla lasallae ingår i släktet Astacilla och familjen Arcturidae. Inga underarter finns listade i Catalogue of Life.